# Stefan Strömberg (författare)
Karl Uno Stefan Strömberg, född den 28 oktober 1961, är en svensk författare, folkbildare och föreläsare med inriktning på Latinamerika.